# Бэт-21
«Бэт-21» — американский военный кинофильм. Экранизация произведения, автор которого — Уильям Ч. Андерсон.

## Сюжет
Действие фильма происходит во время войны во Вьетнаме. Пилот сбитого самолёта ВВС США оказался в глубине вражеской территории, и американское командование делает всё возможное для его спасения.

## Интересные факты
- Фильм основан на реальных событиях, произошедших в 1972 году. Бэт-21 (англ. Bat-21) — это позывной сбитого самолёта, из экипажа которого выжил только подполковник Айсил Хэмблтон, чью роль в фильме играет Джин Хэкмен.
- Съёмки фильма проводились в Сабахе, Малайзия.